# الأسد الأصغر (كوكبة)

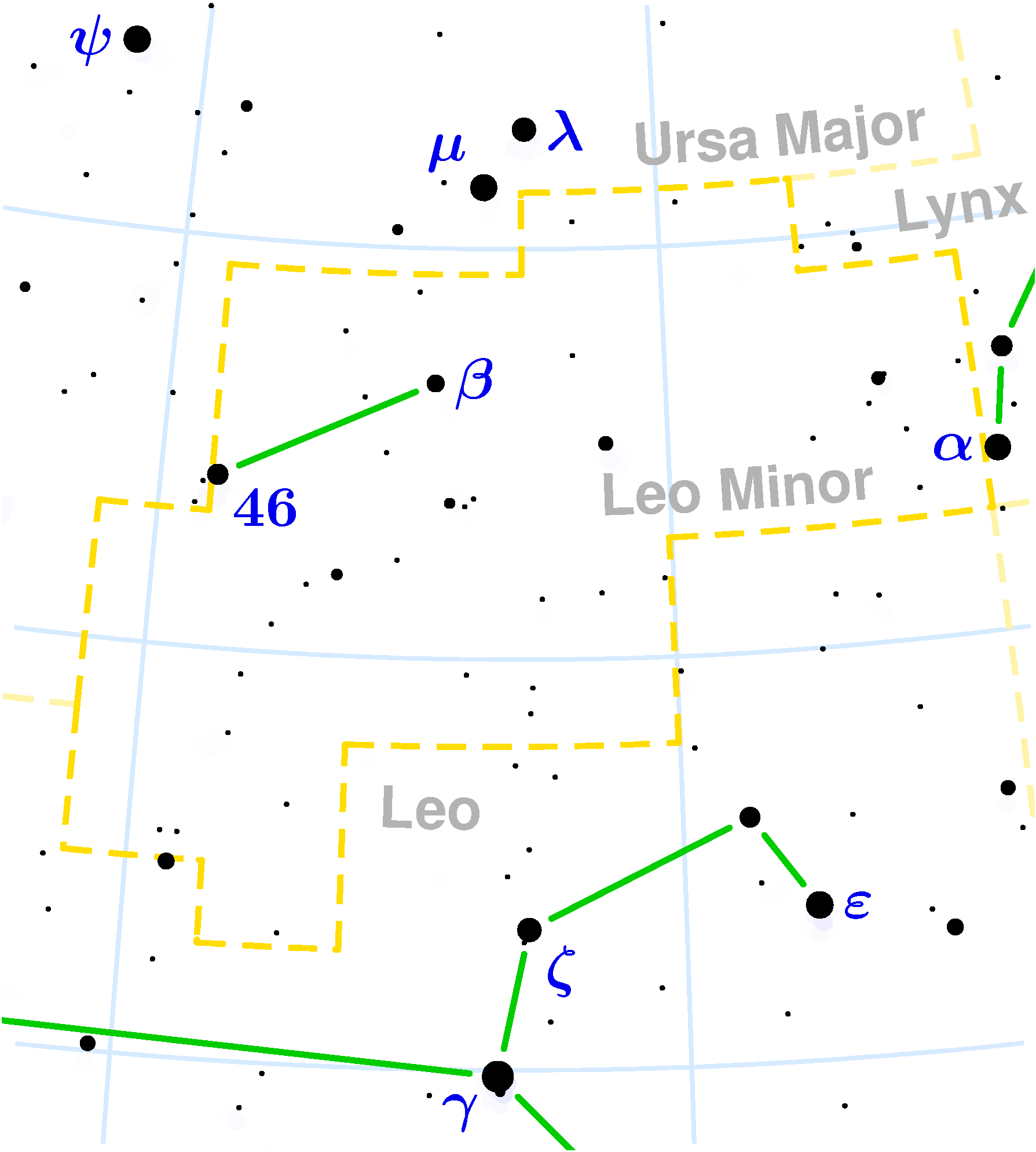
كوكبة الأسد الأصغر / Leo minor

كوكبة الأسد الأصغر ليو الصغرى هي كوكبة صغيرة وخافتة في نصف الكرة السماوية الشمالي. اسمها اللاتيني "
Leo Minor ", "الأسد الأصغر " ، على النقيض من كوكبة الأسد أو الأسد الأكبر . فإنها تقع بين الكوكبة الأكبر والأكثر تميزا الدب الأكبر إلى الشمال و كوكبة الأسد إلى الجنوب. لم تعتبر ليو الصغرى كوكبة منفصلة في علم الفلك الكلاسيكي ؛ وعينت حدود كوكبة الأسد الأصغر من قبل الفلكي البولندي يوهانيس هيفليوس في 1687 و محاولاتها لاتخاذ مكانتها ككيان مستقل هو أمر مشكوك فيه، حيث ان نظام توزيع الأحرف اليونانية قد أخفق هنا إذ أن النجم الوحيد الذي تم تخصيصه هو β وهو ليس أسطع نجم في المجموعة. النجم الرئيسي هو 46 الأسد الأصغر . ولقد أدرج هيفيليوس الكوكبة لأول مرة في خرائطه عام 1690 .

## وأهم نجوم الكوكبة هي
- 46 الأسد الأصغر
- بيتا الأسد الاصغر
- 21 الأسد الأصغر
- 10 الأسد الأصغر
- 37 الأسد الأصغر

يوجد هناك 37 نجما قدرها الظاهري ألمع من القدر 6.5 في الكوكبة ؛ ثلاثة منها أكثر إشراقا من القدر 4.5. النجم 46 الأسد الأصغر العملاق البرتقالى من القدر 3.8 ، ويقع على بعد نحو 95 سنة ضوئية من الأرض. , بيتا الأسد الأصغر هو ثاني ألمع نجم بقدر ظاهري 4.4 ,والنجم الوحيد في الكوكبة لة تسمية باير. وهو نجم ثنائي ، هو عملاق برتقالي والأمع من شريكة الخافت وهو نجم أصفر-أبيض في النسق الأساسي للنجوم. إن ألمع ثالث نجم هو 21 الأسد الأصغر، نجم أبيض سريع الدوران من نجوم النسق الأساسي نوع-A بقدر متوسط 4.5.
R الأسد النجم الوحيد المثير للاهتمام وهو من فئة ميرا ويصل قدره إلى 6.3 عند أوجه ويهبط إلى 13 عند أدنى حد له.
و تشمل الكوكبة أيضا اثنين من النجوم تمتلك نظام كوكبي، وزوج من المجرات المتفاعلة،ونجوم صدى التأين الزائفة الفريدة من نوعها وهي من أجرام السماء العميقة.